# Burg Scheventorf
Burg Scheventorf ist eine ehemalige Wasserburg im Stil der Renaissance und ein früheres Rittergut in Bad Iburg (Niedersachsen).
Ein Teil der Burganlage aus der Bauzeit um 1552 gilt als älteste bestehende Fachwerkkonstruktion des Osnabrücker Landes.
Einer Sage nach wurde die Schöne Anna von Hake während des Dreißigjährigen Kriegs wegen einer nicht standesgemäßen Liaison lebendig in der Burg eingemauert. Ihr setzte der Priester und Schriftsteller Bernhard Köster in einem 1924 veröffentlichten Geschichtsroman ein literarisches Denkmal.

## Lage
Die Niederungsburg liegt südlich vom Zentrum des ehemaligen Fleckens Iburg im heutigen Stadtteil Glane auf dem Gebiet der früheren Bauerschaft Ostenfelde. Sie befindet sich östlich der nach Glandorf führenden Bundesstraße 51, die im Stadtgebiet Bad Iburgs Münsterstraße heißt. Der Glaner Bach fließt südöstlich an Burg Scheventorf vorbei. Der Bach, ein am Kleinen Freeden durch den Zusammenfluss von Kohlbach und Freedenbach entstehender Zufluss der Ems, speiste den Burggraben sowie den Mühlenteich. Etwa einen Kilometer südlich lag die Schleppenburg, die ebenfalls eine Wasserburg und ein Rittergut war. Sie ist nicht erhalten.

## Bauwerk

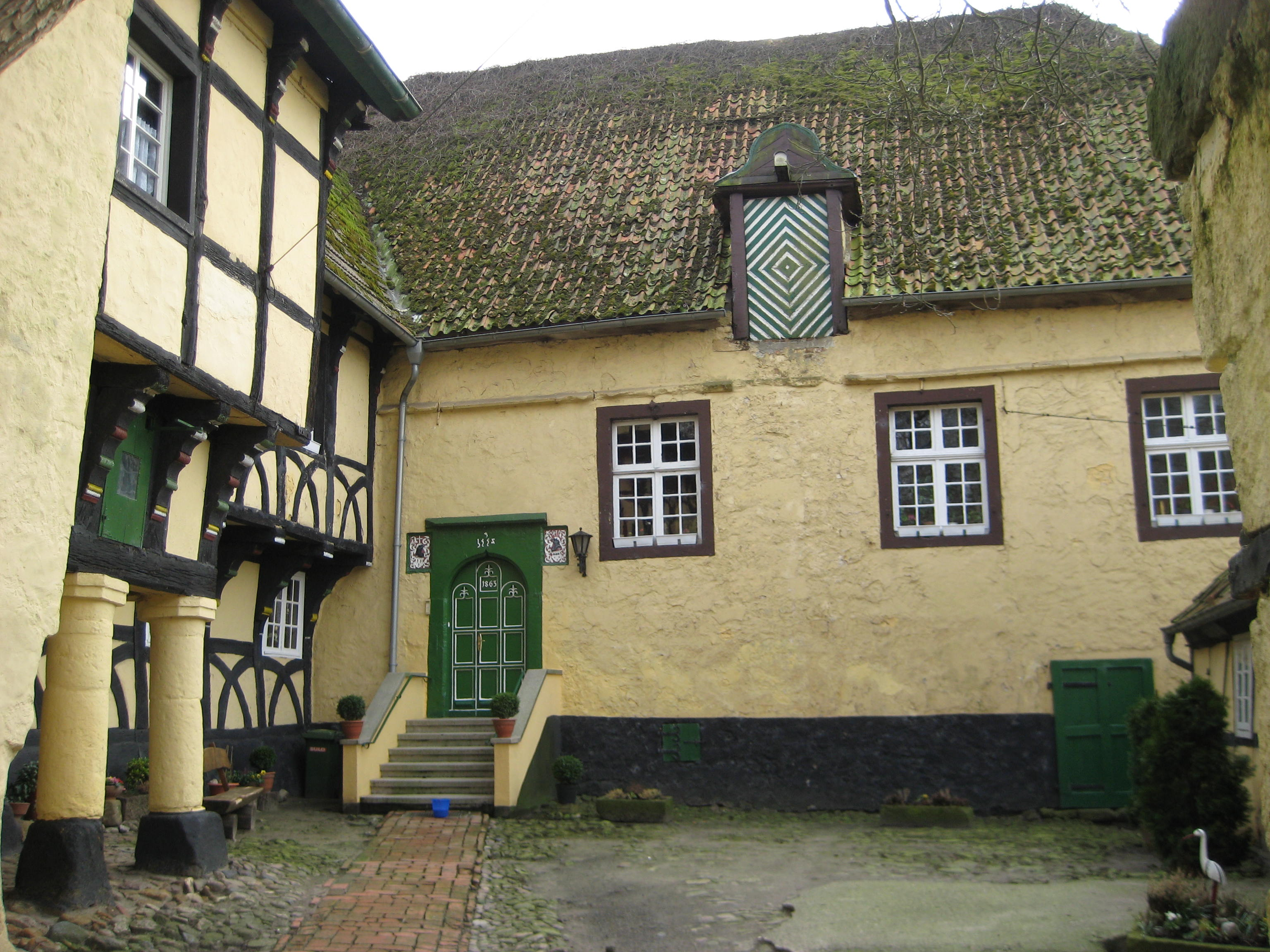
Burghof

Ein Lageplan aus dem Jahr 1716 zeigt Burg Scheventorf noch mit dem Burggraben und dem westlich der Burg gelegenen Teich, der in den Glaner Bach entwässerte. Dieser betrieb die Wassermühle, zu der der Mühlengarten gehörte. Die Burganlage bestand aus dem Hauptgebäude mit Vorplatz, einem Pferdestall, das Pforthaus und dem Vorwerk, das als Brauhaus genutzt wurde. In den Mühlenteich hinein ragte der über einen Damm erreichbare Kleine Garten. Außerhalb des Burggrabens lagen der Große Hausgarten und der Neue Garten.
In der rechteckigen Burganlage liegt das Hauptgebäude nach Südwesten. Das Wappen derer von Hake befindet sich am Eingang der Burg. Aus der Zeit um 1552 stammt der Verbindungsbau aus Fachwerk zwischen dem Hauptgebäude der Burg und dem ehemaligen Gefangenenturm, der als ältestes Fachwerkgebäude der Region gilt. Das Erdgeschoss des Burganlagen-Hauptgebäudes war über eine Treppe erreichbar, die zur Diele mit Aufgang ins Obergeschoss führte. Die Diele bot Zugang zum Saal im Nordwesten, hinter dem eine Stube und eine Kammer lagen. Von der Kammer aus war der Abort zugänglich, der als Erker vor dem Gebäude lag. Der großen Küche waren eine Kammer und eine Vorratskammer im Osten angeschlossen. Nach Süden ausgerichtet war die zwischen Küche und Vorratskammer liegende Spinnstube. Weitere Räume schlossen sich um einen Hof nach Nordosten an, wo sich ein weiterer außen als Erker angesetzter Abort befand. Im Nordosten lag auch das Gefangenenhaus. An der Nordwestseite befand sich der Stall. Nicht erhalten ist ein Wohnturm. Reste des Mauerwerks weisen Brandspuren auf. Der Burggraben wurde später zugeschüttet.

## Geschichte

### Stammsitz des Geschlechtes Scheventorf
Das Geschlecht Scheventorf, das der Burg den Namen gab, ist seit der Mitte des 13. Jahrhunderts in Osnabrücker Urkunden nachweisbar. Der Ritter Wigger von Scevintorpe wurde 1252 genannt. 1305 stand Wessel von Scheventorf in Geschäftsbeziehungen zum Abt des 1080 von Bischof Benno II. gegründeten Benediktinerklosters Iburg. Die Scheventorfs hatten ihren Stammsitz südlich der Doppelanlage von Burg und Kloster Iburg. 1338 wurde Johann von Scheventorf Herr auf Scheventorf; sein Bruder Heinrich war Herr der Krankenburg bei Glane. Johann von Scheventorf verkaufte die Burg an Lubbert van Budde, der sie am 31. Mai 1365 an Ludwig von Hake weiterverkaufte. Die 1225 mit Hermann von Hake erstmals genannte Familie stammte vom Hof Haking in Glane-Visbeck und stand in Diensten der Bischöfe von Osnabrück. Sie gehörte zu den Iburger Burgmannsfamilien, der bis zum 26. November 1478 der Hakesche Burgmannshof in Iburg gehörte. Auch nach dem Kauf der Scheventorfschen Burg blieb der Name der Wasserburg erhalten.
Ludwig von Hakes Sohn Lüdeke, der die Burg von seinem Vater übernahm, heiratete Grete von Bar. Der gemeinsame Sohn, der wie sein Großvater Ludwig hieß, heiratete Leneke von Hoberg und erhielt 1416 Scheventorf und die zugehörigen Güter. Deren Söhne Ludwig und Ludolf teilten das Erbe 1421; die Wasserburg blieb bei Ludwig und ging an dessen Sohn Reineke über, der um 1500 Monike von Enniger heiratete. Aus dieser Ehe stammte Johann von Hake, der sich 1528 mit Sidonie von Dincklage vermählte.

### Renaissancebau
Johann von Hake und seine Frau errichteten 1552 den heutigen Renaissancebau.
Ihnen folgte der Sohn Reineke von Hake nach, seit 1556 verheiratet mit Johanna von Ketteler zu Middelburg, darauf dessen Sohn Johann von Hake, der Sybille von Raesfeld heiratete und sich zum Protestantismus bekannte. Beim Osnabrücker Fürstbischof Philipp Sigismund von Braunschweig-Wolfenbüttel setzte er sich zusammen mit dem Herrn der benachbarten Schleppenburg dafür ein, dass die 1601 frei gewordene Pfarrstelle in Glane mit einem protestantischen Geistlichen besetzt werde. Der Fürstbischof setzte sich jedoch nicht gegen das Osnabrücker Domkapitel durch.
Johann von Hake und seine Frau Sybille hatten zwei Töchter; nach Johann von Hakes Tod im Jahr 1628 wurde seine Witwe Sybille wieder katholisch. Die Tochter Agnes Josina von Hake heiratete Bernhard Jakob von Henderson († 1637 bei der Belagerung von Breda); ihm fiel durch die Heirat die Burg Scheventorf zu. Der Schotte stand als Oberstleutnant in Diensten der schwedischen Krone. Aus der Ehe entstammten die Tochter Anna Sybille, Hofdame von Liselotte von der Pfalz, und der Sohn Bernhard Johann Jakob († 1676 in der Schlacht an der Konzer Brücke), Rittmeister in Diensten des Osnabrücker Fürstbischofs Ernst August I.
1662 verkaufte der Rittmeister Burg Scheventorf an Georg Christoph von Hammerstein. Dieser tauschte die Burg und die inzwischen erworbene Schleppenburg am 26. Januar 1664 gegen die bischöfliche Burg Gesmold ein, weil Ernst August I. sein Territorium in der Nähe von Schloss Iburg erweitern wollte. Sein Ziel war es, über mehr landwirtschaftlich nutzbare Flächen zu verfügen, damit die Hofhaltung in Iburg ausreichend mit Lebensmitteln versorgt werden konnte. Das ebene und fruchtbare Gelände um Burg Scheventorf und die Schleppenburg, das ins Münsterland übergeht, eignete sich für die Landwirtschaft besser als die hügeligen Regionen um den Iburger Schlossberg, die auf der Südseite des Teutoburger Waldes liegen. Mit dem Kauf gingen Burg Scheventorf und die Schleppenburg in fürstbischöflichen Besitz über und wurden Kammergüter. Burg Scheventorf befand sich bis zur Säkularisation 1803 im Besitz des Bistums Osnabrück und war anschließend domänenfiskalischer Besitz.
1885 wurde das Gut Scheventorf in die damalige Landgemeinde Ostenfelde eingegliedert. Die Burg befindet sich heute in Privatbesitz; die Ländereien werden landwirtschaftlich genutzt.

### Gut Hakenböckel in Westfalen
Die Familie von Hake zu Scheventorf gehörte mindestens seit 1265 zur Ravensbergischen Ritterschaft und hatte auch in der Grafschaft Ravensberg Interessen. Aus diesem Grunde hatte sie wohl etwa 200 Jahre einen Teil des Rittergutes Böckel in Besitz. Dieses Gut liegt in den ehemaligen Grenzen der Grafschaft Ravensberg, etwa 50 Kilometer östlich von Bad Iburg entfernt, im Ortsteil Bieren von Rödinghausen (Kreis Herford).
Vermutlich besaß die Familie bereits im 15. Jahrhundert das Gut Altenböckel, das nach ihr später Hakenböckel genannt wurde, als Lehen der Abtei Herford. Mit dem Besitz war auch die halbe Holzgrafschaft in der Kilver Mark verbunden. Die Familie trug später von Kloster Iburg auch Niedermeyers Hof in Schwenningdorf bei Rödinghausen zu Lehen.
Die von Hake entfalteten in der Region vielfache Aktivitäten. Um 1500 wurde Ludolf von Hake von der Äbtissin zu Herford mit dem Hebemeisteramt (Villicus) der Villikation Lutterhausen, in der die Bauerschaft Bieren lag, belehnt. Das Ravensberger Urbar, das die Beamten des Grafen von Ravensburg bereits 1535 in Angriff genommen hatten, war 1556 fertig geworden. Nach diesem Urbar gehörten etwa 15 eigenbehörige Bauern zu Hakenböckel. Als Grund- und Leibherr dieser Bauern wird zu jener Zeit Johann von Hake zu Scheventorf und Böckel angegeben. Er war auch von 1535 bis nach 1548 als Vikar in der Hauptgemeinde St. Bartholomäus zu Rödinghausen tätig.
Damals war das Rittergut Böckel geteilt. Johann von Hake besaß den Teil des Gutes, der wie die Bauerschaft Bieren zum Kirchspiel Rödinghausen eingepfarrt war. Der andere Teil des Gutes, der überwiegend im Kirchspiel Bünde lag, war im Besitz der Familie von Quernheim, die diesen Teil des Gutes vor 1495 von der Familie von dem Bussche-Gesmold erworben hatte.
Nach dem Tod des letzten Johann von Hake zu Scheventorf 1628 fiel der Besitz an seinen Schwiegersohn Michael Wilhelm Kobolt von Tambach, Drost zu Fürstenau. Nachdem die von Hake in männlicher Linie ausgestorben waren, wurde das Gut überwiegend von Pächtern und Verwaltern bewirtschaftet. Kobolt von Tambach verkaufte Hakenböckel, den Lehnshof in Schwenningdorf, mit Einwilligung des Klosters Iburg sowie die halbe Holzgrafschaft in der Kilver Mark 1661 an Heinrich von Voss. Andere Quellen nennen für den Verkauf das Jahr 1689. Die Familie von Voss besaß bereits durch Erbgang den ehemals von Quernheimschen Teil des Gutes, der dann nach ihnen auch Vossböckel genannt wurde. Nach dem Kauf wurden beide Teile des Gutes vereint. Die Gebäude, die früher zu Hakenböckel gehörten, sind nicht erhalten.

### Anna von Hake
An das der Sage nach tragische Schicksal der Anna von Hake erinnert das so genannte „Annekenloch“, ein Gelass im Bereich der ehemaligen Küche, auf das man bei Umbauten im Jahr 1858 stieß. In dem Gelass wurden ein Stuhlbein, Tonscherben und Überreste von menschlichen Knochen gefunden. Hier soll die Tochter des Burgherrn in der ersten Hälfte des 17. Jahrhunderts von ihrem Vater lebendig eingemauert worden sein, weil sie einen Förster oder einen Knecht geliebt haben soll. Ihr Schicksal war im kollektiven Gedächtnis der Bevölkerung von Glane und Iburg lebendig. Der Priester und Schriftsteller Bernhard Köster griff die Sage auf und veröffentlichte 1924 den Geschichtsroman Die schöne Anna von Hake auf Scheventorf, der 1977 in dritter Auflage erschien.
Im Bad Iburger Stadtteil Ostenfelde wurde der Anna-Hake-Weg nach ihr benannt.